# Blessonville
Blessonville är en kommun i departementet Haute-Marne i regionen Grand Est (tidigare regionen Champagne-Ardenne) i nordöstra Frankrike. Kommunen ligger i kantonen Châteauvillain som tillhör arrondissementet Chaumont. År 2022 hade Blessonville 176 invånare.

## Befolkningsutveckling
Antalet invånare i kommunen Blessonville
| Referens: INSEE |